# 黒石市立中郷中学校
黒石市立中郷中学校（くろいししりつなかごうちゅうがっこう）は、青森県黒石市大字株梗木にある公立中学校。設立当初より「なか中」の愛称で呼ばれている。

## 沿革
（沿革節の主要な出典）
- 1947年（昭和22年）
  - 4月1日 - 学校教育法（旧法）施行により、中郷村立中郷小学校校舎に併設する形で開校。
  - 4月21日 - 開校式挙行。
  - 6月 - 校章制定。
- 1950年（昭和25年）
  - 4月 - 校旗樹立。
  - 7月20日 - 中郷村大字赤坂字野崎1番地に独立校舎落成移転。
- 1952年（昭和27年）5月22日 - 講堂落成。
- 1953年（昭和28年）7月 - 校歌制定。
- 1954年（昭和29年）
  - 4月 - 中郷村大字株梗ノ木字西家岸2番2号に、第一期工事として、第一校舎新築落成移転。
  - 7月1日 - 昭和の大合併により、黒石市立六郷中学校に改称。
- 1955年（昭和30年）1月 - 第二期工事として、第二校舎落成。
- 1958年（昭和33年）4月1日 - 長坂部落を黒石中学校の学区に編入。
- 1959年（昭和34年）4月1日 - 二双子地区が、中郷中学校の学区に編入。
- 1961年（昭和36年）6月 - 第三期工事として、講堂落成。
- 1964年（昭和39年）6月 - 校舎増築。
- 1966年（昭和41年）6月 - 特殊学級設置。
- 1968年（昭和43年）6月 - 体育館新築落成。
- 1991年（平成3年）10月6日 - 放火による火災で校舎が全焼[2]。その火災の勢いは凄まじく、遠くは岩木山や八甲田山に登山していた人々からも認識出来たほどであった。新校舎再建までの授業は、市内数ヶ所に分散して行った。
- 1992年（平成4年）1月16日 - 3学期始業式を黒石市中央スポーツ館で行い、同日午後に、校舎焼跡に完成したプレハブ仮校舎（2階建て2棟）へ引越した[3]。
- 1993年（平成5年）7月31日 - 新校舎完成[4]。

## 通学区域
出典
- 黒石市立黒石小学校の通学区域

## 生徒数
| 学年 | 1年 | 2年 | 3年 | 特別支援   | 合計 |
| ---- | --- | --- | --- | ---------- | ---- |
| 学級 | 3   | 2   | 3   | 2          | 10   |
| 生徒 | 86  | 79  | 104 | 5 （内数） | 269  |

- 2020年（令和2年）5月1日時点[6]

## 周辺
- 黒石市立黒石小学校 - 同一敷地内

## アクセス
- 弘南バスぷらっと号西部コースで、「中郷中学校」バス停下車。
- 弘南鉄道弘南線黒石駅から、
  - 上述の『ぷらっと号』で16分。なお、『ぷらっと号』は片方向の運行の為、黒石駅までは7分。
  - 徒歩で、約980m・約15分（最短ルートを移動した場合）。
  - 車で、約1.3km・約2分。